# 高雄市立高雄高級中學
高雄市立高雄高級中學，簡稱雄中、高雄高中、高雄中學，舊稱省高中，坐落於臺灣高雄市三民區，是高雄市的一所高級中等學校。地理位置鄰近高雄車站、三塊厝車站以及愛河。

## 背景
高雄中學的前身為「高雄州立高雄中學校」，是在日治時期由高雄州廳主導下所創立的中學校。之後在1944年時因應第二所州立中學的設立，而改命名為「高雄州立高雄第一中學校」。日治時期高雄中學為五年制中學校，但隨著第二次世界大戰後期日本趨於劣勢，一度將年級從五年級制改為四年級制度。1945年國民政府接收臺灣，改名為臺灣省立高雄第一中學，1947年時，與「臺灣省立高雄第二中學」合併，並共同歸於臺灣省政府教育廳所管轄。到了1979年隨著高雄市升格成為直轄市，改隸為高雄市立高雄高級中學至今，高雄中學的校務行政也改由高雄市政府教育局所管轄。
此外高雄中學原本為單純的男性學校，但自75學年度起陸續成立有音樂班、體育班和科學班，使得學校成為男女共學的高級中學。其中普通班仍僅招收男性學生，而音樂班、體育班與科學班則是男女學生兼收，不過女性學生的比例仍稀少。教育部於全臺十所高中開設科學班，該校於2009年起與國立中山大學合作。
高雄中學長期以過去校長王家驥立下的「實事求是，精益求精」一語作為精神指標，期望能以正確的價值觀來型塑學生高尚的品格，並強調訓練學生能同時具有人文及科學的綜合素養。另外高雄中學也是戰後的全國化學科教育研究中心，現今高雄中學也開始將重點轉往國際教育交流的活動，也讓學生得以有機會接觸其他國家的學生並相互交流。而雄中校園內有部分教學或行政建築屬於自日治時期所蓋築的重要歷史遺跡，包括紅樓留下了二二八時留下的彈孔。由於建築優美，假日時亦吸引遊客駐留。

## 校史

### 台灣日治時期
1922年4月1日，當時任職台灣總督的田健治郎頒布了第二次《台灣教育令》，要求中學以上實施日台共學制度，並依之前的《臺灣公立高等普通學校規則》開始積極籌劃設立全台第一所州立中學校。原先該所中學校是預定於屏東的預定地建造，然而因預定地發生了嚴重火災之故，而改遷到高雄所屬十四古市街之一的三塊厝處。
4月1日，高雄中學校正式創校啟用，並定名為「高雄州立高雄中學校」，簡稱「高中」。學生來源主要招收小學校與公學校的畢業生。擔任第一任高雄中學校校長的吉川祐戒原任臺灣公立中學校教諭兼校長，1922年4月1日開始代理高雄中學校長；到了1924年5月26日時，他才真除為校長。吉川祐戒本身於東京大學哲學系畢業，因此其在治校思想不同於傳統師範教育體系下所要求的帝國主義、日本至上主義思想。受到大正時期日本左派哲學「岩波書局」為首的思潮影響，曾以他特有的「吉川字體」行書在第五屆畢業紀念冊上題有「勤儉誠實」一字。他也曾經向當時中學校學生的徐傍興提到「農夫與理髮師」工作的比喻，指出後者不必辛苦耕作，自然人人有頭髮生長，生生不息。
自吉川祐戒之後，高雄中學便以樸實來做為其主要校風。之後吉川祐戒改調至台中州立第一中學校校長，1931年8月31日原任台灣總督府台南師範學校教諭的西卷南平上任。同樣在1931年，考古學家土屋恭一任教高雄中學校教師時，在興建東側教職員宿舍時於校地挖掘出了石斧與石刀等臺灣原住民遺物，隨後開始對壽山一地展開考古調查。
西卷南平擔任高雄中學校校長之後，除了確立了高雄中學校樸實的校風外，他也特別開放名額給台灣籍青少年前往中學校就讀。在他任內時台灣籍學生的招收已突破20%的比例，以1935年4月的紀錄中顯示日本籍學生約有449人、台灣籍學生則有194人。但也因此被台灣總督府命令其請辭，之後便辭職返回日本。
1937年4月1日，原任高雄州立高等女學校校長的本田喜八上任。他曾榮獲正五位勳四等，為東京高等學校本科「地理歷史」科畢業生。在他上任後不久中日雙方爆發了七七事變，這使得高雄中學校的學生因族群問題，雙方衝突開始越趨嚴重，時有上下級生發生「巴掌事件」。
在日治時期開始，高雄中學其周遭環境也開始快速發展起來，除了就有負責連接打狗九曲堂間支線的三塊厝車站外，高雄州之前所規畫出高雄地區都市計畫中，預計將當時尚未開發、腹地寬廣的大港埔地區興建新車站；同時也一併將新車站周圍的新市區開發納入考量，而這一車站也就是於1941年6月22日建成的高雄車站。
本田喜八於屆齡退休後，1941年8月26日大森丈之助自台南州立第一高等女學校調任為校長，之後也於1943年屆齡退休。而隨著昭和後期日本政府逐漸重視台灣南方的發展，1943年3月31日原為新竹州立新竹中學校校長的松井實，轉往調任高雄中學校校長。
1944年4月，高雄州於左營增設第二中學(左營347番地)，任命內藤理八為該校校長。而原來高雄州立高雄中學校則改名為「高雄州立高雄第一中學校」，簡稱「高雄一中」。不過在1945年5月31日，由於太平洋戰爭已到了後期，盟軍對高雄地區也施行了多次轟炸，位在左營的第二中學因轟炸而嚴重受損。

### 臺灣省立時期

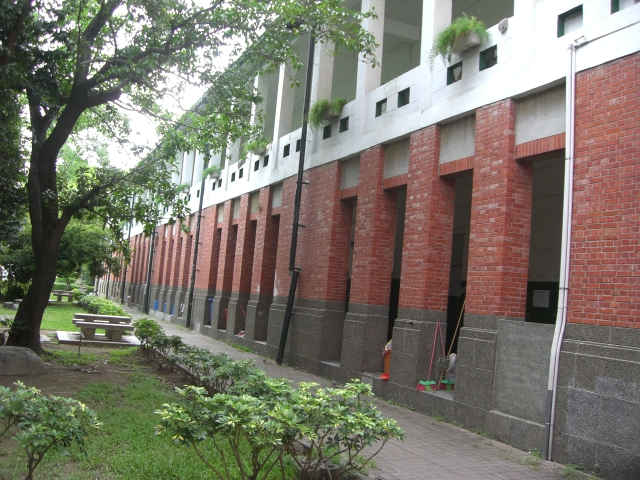
高雄中學第三棟紅樓建築。

1945年中華民國臺灣省接收委員會派遣陳啟清接收該校。這一時期的高雄一中便是由任職於高雄州接管委員會的陳啟清，暫時代理中學校校長一職。12月，高雄一中奉命改名為「台灣省立高雄第一中學」。到了12月12日，台灣省行政長官公署正式派遣了台北州立台北第二中學校的數學教師林景元校長，同時也兼掌「台灣省立高雄第二中學」校長。然而兩校雖然共用同一校地講課，但校務上仍是各自獨立發展。1946年4月30日，林景元與最後一任日治時期的校長松井實完成了校務的交接手續。1946年8月，台灣省立高雄第一中學開始招收高中部和初中部的學生，修業時間各為三年，學校定位為完全中學。

#### 二二八事件
1947年2月28日二二八事件爆發，高雄部分學校也因此陷入了軍民的衝突之中。許多學生團體聚集在高雄第一中學，並以此為據點組成了雄中自衛隊，其組成目的主要為維護學校安全。林景元雖然曾試圖阻止學生組織武力集團但仍告失敗，最後只能宣布停課以維護其他學生的安全。另外以凃光明為領導人的隊伍，亦以雄中作為主要根據地，並接納保護受波及的外省居民。到了3月6日下午2時，彭孟緝下令其轄下的部隊提前攻擊包括高雄第一中學、高雄火車站等重要地點。整個攻擊行動分為二路，並率先抵達並控管了火車站；另一方面，高雄第一中學部分學生聽聞部隊到達主張交戰，並在畢業生顏再策率領之下於長春旅社展開了零星衝突。到了傍晚之後，部隊將原先佈署於山下町的迫擊炮調來支援，向高雄第一中學進行轟擊。在確定學校內無人後，部隊便開始對三塊厝、鹽埕區一帶的居民進行詳細搜查。同時彭孟緝在行動結束之後，立即向警備總部和位在南京的國防部報告用兵的原因以及經過，並表示包括市政府、憲兵隊駐守處與火車站已攻下。
在二二八事件結束後，林景元被教育局認為對於學生處置無方，因此改調派往台北市立第二女中任職校長。1947年4月，教育處下令由原先擔任第二中學校長的林一鶴，於4月2日接管第一中學；負責解散第一中學的教職人員和學生，並讓部分學生轉往第二中學就讀。1947年9月，省立高雄第一中學與第二中學正式在教學上合併，並將校名改稱為「台灣省立高雄中學」。
1948年8月31日，林一鶴改調至台灣省政府教育廳服務，而改由原先擔任教育廳督學的王家驥於1948年9月1日擔任校長一職。由於王家驥早先自福建調往台灣時，便被警備總部懷疑其「左派思想」，也因此在台後常為情治單位暗中監視。在這一情況之下，王家驥成功改善了高雄中學的教學環境以及師資品質，且在1952年2月20日創辦了《台灣省立高雄中學校刊》，同年3月12日另外創辦了《雄中青年》，並於任內讓高雄中學成為教育廳所指定的科學教育學校及教育革新召集負責學校。
在經過一連串教育制度的變革後，1970年8月台灣省政府下達命令，要求高雄中學改名為「台灣省立高雄高級中學」。1971年9月1日，高雄中學附設了空中補校。在王家驥屆齡退休之後，1972年9月1日教育廳調派漢學造詣深厚的台灣省立員林高級中學校長熊惠民繼任。早先熊惠民上任時並不能適應高雄中學所謂的「自由校風」，並與學生在校務上發生了一些衝突，但最後能相互了解。任職期間創辦了《雄中導報》，並陸續興建弘毅樓、工藝館、物理館等建築。1977年7月25日時，高雄中學受到賽洛瑪颱風的影響，校園部分建築因而受損嚴重。1979年7月1日，高雄市正式升格成為直轄市，高雄中學也從台灣省教育廳改隸屬於高雄市政府教育局，並更名為「高雄市立高雄高級中學」。

### 高雄市立時期

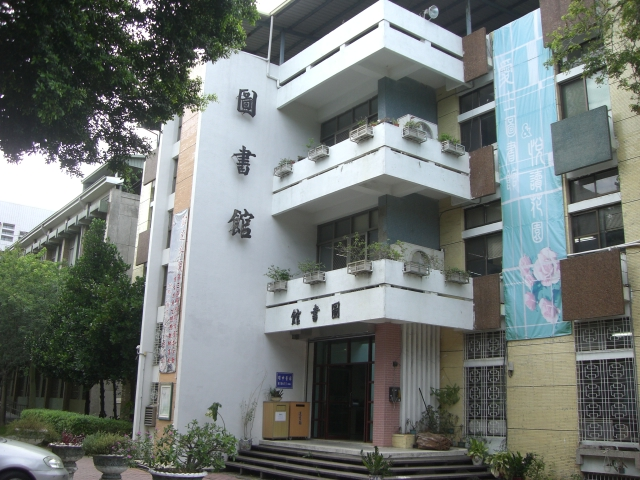
高雄中學圖書館。

1980年9月1日，高雄市政府調派高雄市立前鎮高級中學校長朱迺武蒞任高雄中學校長。在這時期學校的行事作風漸趨開放，如在1985年4月首次舉辦了雄中雄女聯合大露營，而在1989年3月24日也開放學生每週六可穿著便服到校。同時高雄中學也開始投入國際教學交流活動，並於1983年12月10日和位在大韩民国首爾特別市的首爾特別市私立尚文高中締結為姊妹交流學校。
1986年7月，高雄中學奉高雄市教育局的命令開辦了音樂教育實驗班，首次同時招收男性與女性學生。這也打破過去只招收男學生的情況，讓高雄中學從過去單純的男性學校轉變為男女共學的高級高中。而在1988年10月24日，在校方的推動與協助之下組成了以學生為主的學生聯合自治會，其中正、副會長皆由學生票選產生。
1991年2月1日，朱迺武與高雄市立高雄女子高級中學校長師蔚霞職務對調，改由師蔚霞任職高雄中學校長。期間正值台灣社會運動風朝盛行，最後在1993年3月14日在高雄中學體育館與周遭校區，新國民黨連線與支持民主進步黨的民眾爆發嚴重的政治鬥毆，被稱之為「三一四事件」。此時在招收學生方面，於1992年8月1日開辦了體育班，並比照音樂班的模式同樣招收男女學生，並在1995年1月在師蔚霞主持下整建了PU跑道和游泳池等運動設施。
1995年2月1日師蔚霞退休之後，擔任高雄市立高雄女子高級中學校長的朱迺武再次調往高雄中學任職校長。在這為期4年半的任期之中，分別創辦了《雄中學報》，完成了綜合大樓和一座網球場，並把原先的校史室改遷到綜合大樓二樓。然而在這其中，又以拆除自日治時期開始使用的紅磚製大禮堂最受到爭議，並受到部分高雄中學畢業生的抗議。
1999年8月1日，為因應新校長遴選奉命延長任期半年的朱迺武正式屆齡退休；同時，任職高雄市立新莊高級中學校長的潘輝雄依規定經遴選過程成為高雄中學校長。這一時期正值社會要求一連串的教育改革，這使得學校方針除了重視傳統的數理科學之外，也開始注意到資訊教育與人文鄉土教育的發展，並開始在校方主導下積極鼓勵學生對外競賽。
2006年8月1日潘輝雄退休，改由曾任高雄市立三民高級家事商業職業學校校長的黃秀霞經過遴選程序擔任高雄中學校長一職。此一時期教學方針開始追求「全人教育」，以實現當初黃秀霞於任職時所提出的目標「實事求是、精益求精以厚植實力，守法守紀、奠定自由民主學風，以正確的價值觀型塑學生高尚的品格，以人文素養豐富雄中人的心靈生活，良好的人際互動以培養挫折與容忍力，感恩惜福以尊重生命本質。」2007年4月，高雄中學與高雄市歷史博物館合辦了「南國的十字星－雄中特展」，同一年也推動了第一屆紫檀花文藝季的舉辦。
2013年8月1日黃秀霞轉任高雄市立高雄女子高級中學校長，任職高雄市立前鎮高級中學校長的謝文斌經過遴選程序後擔任高雄中學校長一職。
2020年8月24日謝文斌校長升任高雄市教育局長一職，校長職務暫由學務主任顏主任銘賢代理。
2021年8月1日任職高雄市立鼓山高級中學校長的莊福泰經過遴選程序後擔任高雄中學校長一職。

## 學校象徵

### 校訓
台灣日治時期時，高雄中學並無統一且長期使用的校訓，多是由當任校長於畢業紀念冊上的題詞作為校訓使用。例如第一任校長吉川祐戒在其上任中所舉辦的五屆畢業典禮中，便分別題詞有「勤儉誠實」、「溫故而知新」、「學而不思則罔」等。不過隨著第二次世界大戰爆發，因戰亂使得畢業紀念冊不再發行後，相關的題詞也就停止了。
到了台灣戰後初期，由於當時校長多上任不久且許多校務仍須處理，使得包括校歌、校訓與編印畢業紀念冊等事都尚未有所行動。直到1948年王家驥前往擔任高雄中學校長後，高雄中學才開始以「自強不息」作為校訓，而以「實事求是，精益求精」作為精神象徵。
到了今日，高雄中學多以此作為教導學生的價值觀念，而在各處都有相關的字樣。包括在第二棟大樓旁漆有「雄中精神」(但是現在已經模糊)和「實事求是，精益求精」一語，而在各處也放至有相關字樣的木雕或石雕。另外在1980年代朱迺武任職校長時，校方也將過去貼於教室後方的「毋忘在莒」口號，統一改成以「自強不息」。而教室前方則有「禮義廉恥」四字的精神標語。

## 校園及其建築

### 校園環境
高雄中學於日治時期，除了日治時期所建造、迄今仍在使用的紅磚製紅樓外，還分別建造有六棟教室、軍械室、健身房、游泳池以及大禮堂，其中絕大多數同樣也是紅磚結構。而到了中華民國政府來台後，也多是沿用這些建築來進行教學。不過隨著時間的推演部分建築開始呈現老舊，因此在王家驥擔任校長期間開始對這些建築進行改建或者重造，陸續興建了第四棟教室（平房）、第三棟教室二樓、第四棟教室大樓、第五棟教室大樓、第六棟教室大樓、第七棟教室大樓等教學大樓，以及包括教職員工宿舍、音樂館、工藝館、美術館、綜合教學大樓、群育活動中心、體育館、圖書館等相關建築。而在熊惠民繼任高雄中學校長後，則接續興建了弘毅樓、工藝館、物理館等建築，校園西側區的教職員工宿舍（自立路與建國三路四間）原為高雄高工所有，興建於七十一年三月，而後才移交予雄中使用，第七棟預計於2019年5月將拆除改建。

### 高雄中學紅樓

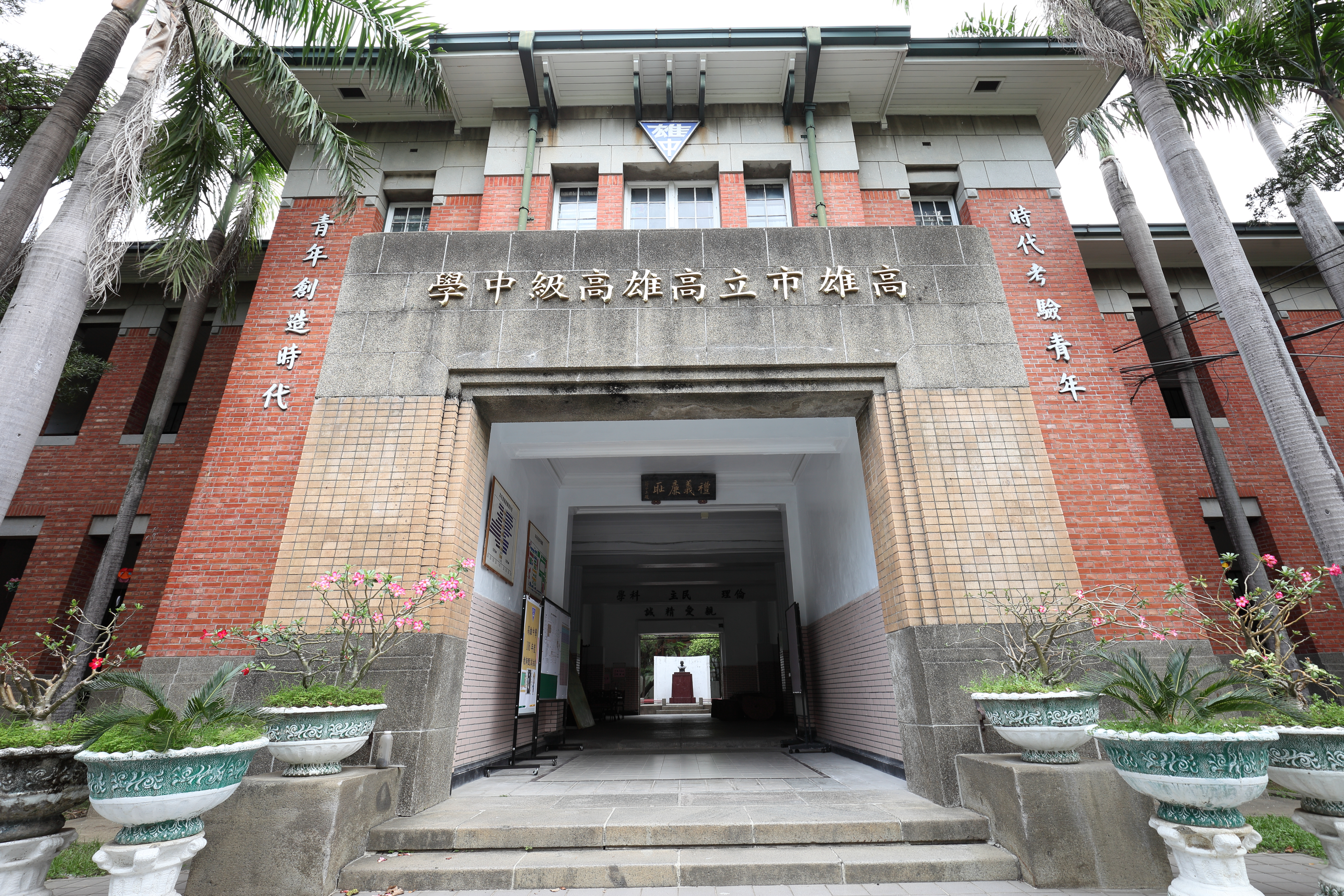
高雄中學第一棟紅樓建築

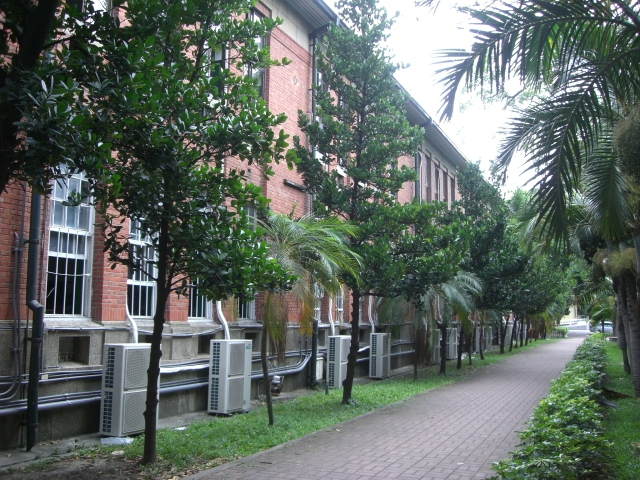
高雄中學第二棟紅樓建築

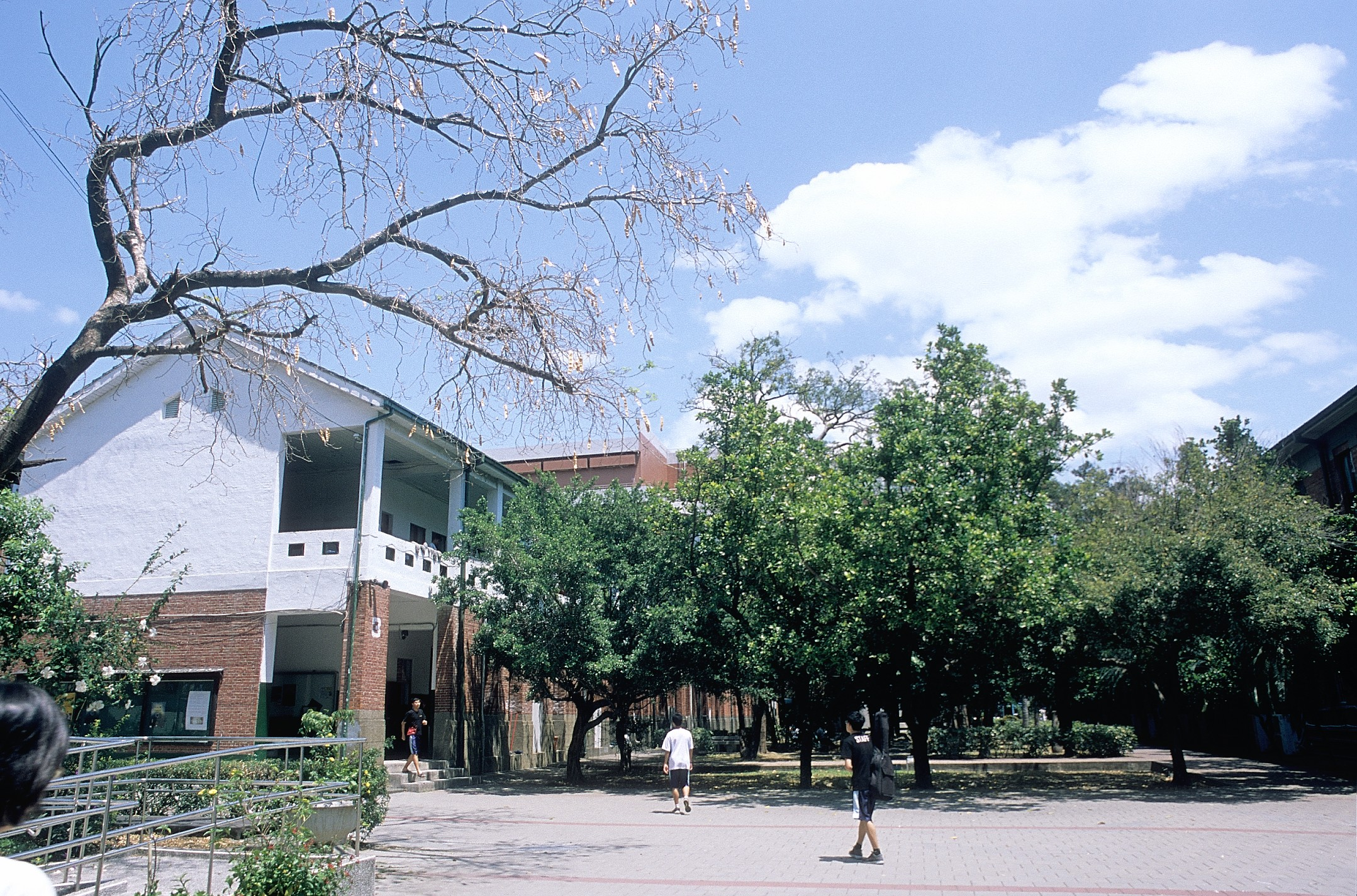
高雄中學第三棟紅樓建築，白色外牆之二樓為戰後時期加蓋

紅樓歷史極為悠久古老，可說是雄中象徵，被高雄市政府列為重要歷史建築，因其紅磚的外觀而得此名。整體建築通常包含為第一棟、第二棟及第三棟的一樓結構（二樓為戰後時期加蓋）。近年來校方亦積極從事紅樓的保養與維護工程，如今一、二、三棟已整修完畢。2003年2月26日，依《文化資產保存法第七條之一暨歷史建築登錄及輔助辦法第七條》指定紅樓為文化資產，其中亦包含年代較近的第三棟紅樓；同年3月3日，高雄市政府依據此再次公告「高雄中學紅樓」登錄為高雄市歷史建築。
三棟紅樓皆以一字型平行排列，前後左右階對稱的方整結構，棟與棟之間以庭院相互分離。各棟的配置採東西向，使教室呈南北向，另外加上單邊走廊、挑高的室內空間與長條形的上下疊窗，使得通風和採光情形反而更較日後所建的教室良好。建築設計主要受英國維多利亞時期紅磚建築影響，而成紅磚折衷式樣建築，雖然有混用西洋歷史建築元素，卻未出現任何特別的主導樣式。三棟整體皆採英國式砌法，以清水磚（TR磚）建成的磚牆，並輔以RC柱樑結構來加強。但因太平洋戰爭爆發的緣故，第三棟磚的色澤並不如前兩棟優美。
建築正面由外凸的門廊及平整的走廊構成，這同時也反應在屋頂，屋頂為由門廊上的小屋面及長條雙披屋頂結合成面的形態。立面則為簡單的「平拱」開口。只有在末端的樓梯間為了要顯出空間的性質，所以特別砌成「圓拱」，以四圈的磚採「發卷」式砌拱。最此外內層拱圈特別退縮凹入，來形成內框及陰影的立面變化，但整體來說外觀仍算十分樸素。紅樓的基座採托高設計並以洗石子包覆，此外牆面與屋頂相交處、走廊廊柱開口處和窗台亦以洗石子收邊，而樓梯地面、扶手材料則是以磨石子處理。樓梯間因設置長形窗緣故，採光明亮，樓梯踏面斜度也經設計較為平緩。扶手則由圓柱與長方體構成，並加上線腳，活潑了視覺印象，給予一種流暢以及厚重安全感。相較於樸素的外表，小細節處的內部裝潢則算豪華，樓梯具有銅質止滑設計，甚至據說日治時期較早的一、二棟紅樓漏水槽也都是以不怕水銹的銅製做。
紅樓的屋頂樣式為四坡斜屋頂（廡殿頂），並與門廊的四坡斜屋頂正交。其以菱形石瓦拼排而成，上方以兩個銅釘直接釘住來拼排屋頂，與傳統臺灣建築屋瓦交疊而下的組成不同。屋脊以金屬收邊，天花板則使用以蚵殼燒製而成的「灰土」來塗裝。
此外在第一棟的紅樓多了中央門廊和門廳的設計。中央門廊的屋簷下有承托屋頂的三角構件，這種設計常見於1920年代斜屋頂建築設計中，如位於哈瑪星的愛國婦人會館（今紅十字會育幼中心）。門廊牆面層層向外突出，而最外面的入口部分，則兼具二樓露臺。其基座及頂部使用洗石子，中間段則以黃褐色的面磚來處理，並飾以退縮凹入的線腳設計。中央門廊裡面為一門廳，有三對下半部和牆壁相連的壁柱，壁柱頂部雖然有凹槽但並無柱頭，也因此形成的內凹空間也讓玄關整體空間表現不致過於單調。但在修建時因改貼上磁磚，反而破壞其一致性的美感。

### 第七棟
1961年2月完工啟用，位於雄中校園最西北側，屬於現代化的建築，除部份使用深紅磚砌成，其餘皆是鋼筋水泥構成；大樓共有二層樓高，每一層樓各八間教室，共十六間。第七棟預計於2018年3月拆除改建，但因通貨膨脹導致建造價格上揚，加上地方政府增加補助款的意願不高，未能動工。已於2019年11月18日拆除。2020已順利得標，目前已興建完畢，並於2022年4月1日雄中百年校慶時正式啟用。

### 學生專車
高雄市公車處2011在高雄縣市合併後，由於轄區擴大後難以統合營運，取消了高雄中學僅有的一線學生專車。

## 制服
- 男生制服為白色襯衫搭配卡其色長褲，襯衫口袋印有雄中字樣。
- 女生制服為白色襯衫搭配黑色百褶裙，襯衫口袋印有雄中字樣。

## 學術教育

### 招生報名
高雄中學最早是為因應台灣總督田健治郎頒布了第二次《台灣教育令》，要求中學以上實施日台共學制度而進而創立，因此一開始便是以招收小學校、公學校的畢業生作為主要來源。在1922年5月1日時，第一屆招收的中學校學生正式開課教育。當時高雄中學全校班級僅分成東、西兩組，之後才逐漸增加班級數量；到了第一任校長吉川祐戒卸任為止，學校班級數已經增編至6組班級。這時期的學生大半為日本籍的青少年，只有少數較為優秀的學生為台灣籍，而這些台灣籍學生又以來自高屏地區的青少年最多。學生於高雄中學校內得修業共五年的時間，1927年3月時第一屆高雄中學校學生畢業。
西卷南平擔任高雄中學校校長之後，特別開放名額給台灣籍青少年前往中學校就讀。在他任內時台灣籍學生的招收已突破20%的比例，以1935年4月的紀錄中顯示日本籍學生約有449人、台灣籍學生則有194人。但也因此被台灣總督府命令其請辭，之後便辭職返回日本。而到了1940年左右，根據記錄指出當時學生之中便有四分之一是台灣人。根據1939年的記錄，當時高雄中學校之中就讀的日本學生有449人，而台灣學生則有194人。
中華民國政府遷往台灣後，高雄中學歸於教育局管轄；並於高中課程外另外創辦有國中部，提供初級中學的教育課程。這一時期高雄中學其高中部和初中部會分春、夏兩季一同招生，另外還曾为因應各式需求創辦有夜間部、山地學生班、技藝訓練班、空中補校、三軍官校先修班等特殊班級。
其後高雄中學於1955年，另外成立了高雄中學鼎金分部，專門招收初中部合計4個班的學生。到了1957年8月，為了因應高雄市政府所試辦的初中免試升學，鼎金分部改交由市政府管理，並被改名為高雄市立第六初級中學。自此，高雄中學開始更加注重高中部的發展，例如在1964年9月高雄中學高中部學生便共有66個班。最後隨著「省辦高中，縣市辦初中」教育政策的施行，國中部的課程教育也宣告正式停辦。
今日高雄中學從原先單純的男性學校，由於陸續成立了音樂班、體育班和科學班之後，也讓學校成為男女共學的高級中學之一。其中普通班仍僅招收男性學生，而音樂班、體育班與科學班則是男女學生兼收，不過女性學生的比例仍算是相當稀少。

### 教育方針

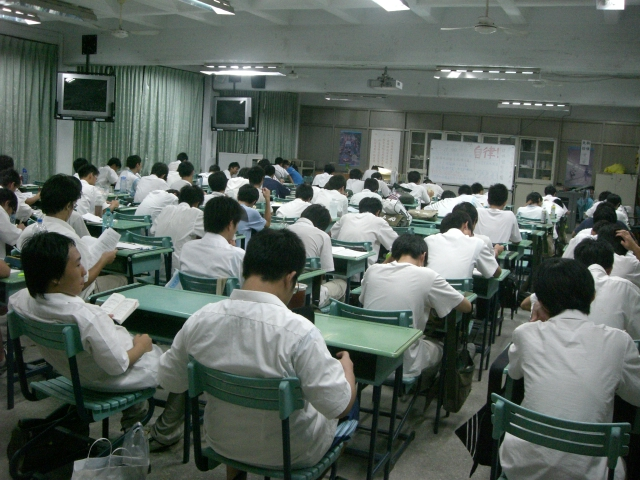
在軍訓大樓二樓讀書的高雄中學學生。

日治初期高雄中學整體上採較為溫和的教學方針，這在昭和時期「日本主義」、「軍國主義」逐漸風行的時代是十分少見的。但也因為當時在高雄都會區並沒有如「台北帝國大學」等高等學府，所以高雄中學校在高屏地區始終扮演重要的領導角色。
但隨著中國抗日戰爭的爆發，高雄中學的教學方針愈趨嚴厲。依據當時就讀中學校的彭明敏指出那時學生上課時仍需如軍隊般打著綁腿，學校採「斯巴達」式的教育方針使得高雄中學校以紀律嚴格聞名，是當時日本極端「愛國主義」學校的典型之一。在事後文章撰寫中，彭明敏稱此「軍國主義時期的高雄中學」為「野蠻的高雄中學」。
在中華民國政府遷往台灣初期，高雄中學在教學上仍並未有完善師資，仍有部份雖非本科專業的教師但仍進行該科的教學。這種情況直到王家驥就任校長之後漸有改善，王家驥為了強化師資品質而網羅了台灣省立師範學院有缺職科系的畢業生前往任教。在這一期間王家驥校長並提出「自強不息」的雄中校訓以及「實事求是，精益求精」的雄中精神，希望藉此勉勵前往就讀的學生。此外，高雄中學的學生以呈現注重理工科的情況，但在這一讀書風氣下仍建立了嚴格的技能科課程。在這之後高雄中學便被視為師資優秀的高級中學之一。
在文理分科的安排中，所預定的自然組班級數遠多於社會組的班級數。以2016年當時高中二年級的班級類組數量為例，當時21個普通班級中有19個班級為自然組，僅有2個班級隸屬於社會組。2017年21個普通班級中有18個班級為自然組，3個班級隸屬於社會組。

## 學生生活

### 雄中雄女聯合大露營
雄中雄女聯合大露營又被稱為雄中雄女大露營，為台灣唯一一項由男女兩校共同聯合舉辦的露營活動。雄中雄女大露營最早是在1985年4月在當時擔任高雄市市長許水德的支持之下，由高雄中學校長朱迺武與高雄女中校長師蔚霞的合作之下開始舉辦。高雄中學校方將此列為國防通識課程的「公民訓練」課程，因此露營活動兩天的期間也被歸類為正常上課時段。
雄中雄女大露營為每年性的活動，其主要對象為高雄中學與高雄女中的二年級學生，於二年級下學期第一次期中考試前在高雄澄清湖進行兩天一夜的露營活動。露營時主要活動領導社團分別為高雄中學學聯會和高雄女中班聯會（位於和平廣場）、高雄中學童軍團和高雄女中童軍團（位於中心廣場）、高雄中學康輔社和高雄女中康輔社（位於忠孝廣場），並會於第一天晚上進行多項表演活動。
不過自從不再在澄清湖舉辦後，此活動的存廢問題便一直備受討論。近年皆在走馬瀨農場舉辦，而2019年經雄女學生表決以及校務會議通過後，舉辦最後一次大露營，此後未曾舉行。

### 雄中雄女飲料日
在雄中雄女大露營後，兩校學生也會有相關聯誼行為，為了表達對露營時夥伴的問候，而利用段考結束後下午的溫書假買飲料送給對方。隨著這個非正式的活動漸成常態，兩校校方便規定僅有第一次段考結束後才可贈送飲品給對方學校。
由於高雄中學與高雄女中的段考次數並不同，因此在每學期第一次段考後便會有學生互送飲料，也有人送飲料以外的食物。對於這一情況，部分媒體稱呼其為「飲料日」或「奶茶日」。不過2011年時因應中華民國教育部中禁止於期中考試當天下午放假，高雄市教育局宣佈取消段考後的「自主學習」時間，也使得3月15日時，高雄中學校方基於保護學生的立場，租借了16輛遊覽車搭載學生前往高雄女中。兩校學生之間這個「常態」的活動曾經被迫中止，但仍有不少學生利用段考下午放學後的時段送飲料給在友校的朋友們。
2013年後再次恢復飲料日，目前飲料日之確切時間點已定為高雄中學校慶之後的週一補假，當日高雄女中的女學生依然正常上學，中午午休時間便是浩大壯觀的飲料日。目前這個兩校之間的交流活動已被含校方在內的多數人視為一定要參加一次的傳統。
此傳統曾於2015年由雄中校友粘瀚文拍成微電影《飲料大作戰》。

### 紅樓康普爛
此為雄中生近年所創之網路匿名看板，名稱由昔紅樓論壇「來這康普爛」板塊衍伸而來，成立至今於臉書有眾多追蹤者。「康普爛」一詞源自於英文「complain （抱怨）」之意，並因之衍生許多相關詞彙：如「康文」代表發表在看板上的文章、「被康」意指成為康文的主角。本版曾多次涉及違反臉書相關社群守則，經用戶檢舉而導致遭臉書強行關閉。由於多次被臉書強行關閉，2021年上半年出現原「紅樓康普爛3.0」經營團隊所經營之「靠北紅樓Complain KSHS」與「紅樓康普爛4.0」兩粉絲專頁的競爭。2021年8月28日，紅樓康普爛4.0發布貼文，宣布將不再受理匿名投稿業務，「雙康版之爭」宣告落幕。

### 文藝活動

#### 紫檀花文藝季
紫檀花文藝季的舉行目的是為了配合高雄中學的校慶活動、涵養校園人文藝術氣息並提供學生有自我展現的管道而開辦。最早2007年4月，在時任高雄中學校長的黃秀霞支持下舉辦了第一屆紫檀花文藝季，這一年同時也是高雄中學85週年校慶。整個文藝活動由音樂班、各個社團和老師演出，同時也開放各社團發表其成果。此外，學校也另行舉辦許多相關主題的比賽或活動，這些包括有徵文比賽、攝影比賽、社團表演、班際英文歌唱比賽、鄉土影像創作比賽等。

#### 馭墨三城聯合文學獎
馭墨三城文學獎是於1998年由當時高雄市立高雄女子高級中學編輯社長鍾宇歡發起，在雄中青年社副社長林達陽等人支持下，由高雄中學、高雄女中、道明中學三校正式合作成立籌備委員會，舉辦了第一屆「馭墨三城」文學獎。其中以「三城」代表了新詩、散文與小說三大文學作品分類，向三間學校的在校學生徵稿，各文類取第一名到第三名，以及佳作三樣作品。1999年6月正式彙集成冊，出版了《第一屆馭墨三城特輯》。
馭墨三城迄今已成為高雄縣市最大的高中聯合文學獎，由加入的學校聯辦。除了最早的高雄女中編輯社、高雄中學青年社、道明中學校刊社三間創辦校以外，之後分別有第六屆起加入了鳳山高中青年社、第八屆起加入了瑞祥高中編輯社，以及第十屆起加入了高師大附中青年社。不過在這之後，瑞祥高中編輯社於第十三屆退出，鳳山高中校刊社於第十四屆退出。第十五屆道明高中校刊社、高師大附中青年社退出，第十六屆高師大附中青年社再次加入，第十七屆道明高中校刊社再次加入。2018年已第二十屆，第二十屆新莊高中文藝社加入。
馭墨三城委員會每年固定在上學期，向參與學校的在校生舉辦徵稿活動，直至下學期開學左右截稿。經過初審和複審後，接著於4月時舉辦決審大會，邀請許多知名作家作為決審來評審且公開講評。得獎作品選出後便會匯集成冊，於6月初發行當屆馭墨三城得獎作品集。

## 外部連結
- （繁體中文）高雄中學 （页面存档备份，存于）
- （繁體中文）紅樓論壇(非官方) （页面存档备份，存于）
- （繁體中文）高雄中學圖書館
- （繁體中文）紅樓之聲(非官方) （页面存档备份，存于）
- （繁體中文）日治時期的高雄中學「紅樓」.張守真
- （繁體中文）雄中校長部落格 （页面存档备份，存于）
- （繁體中文）Facebook紅樓康普爛(非官方)
- 高雄中學紅樓——高雄市政府文化局
- 高雄中學紅樓——文化部文化資產局 （页面存档备份，存于）